# 6132 Danielson
6132 Danielson eller 1990 QY3 är en asteroid i huvudbältet som upptäcktes den 22 augusti 1990 av den amerikanske astronomen Henry E. Holt vid Palomarobservatoriet. Den är uppkallad efter amerikanen G. Edward Danielson.